# Barbara Barrie
Barbara Barrie (Chicago, 23 mei 1931), geboren als Barbara Ann Berman, is een Amerikaans theater- en televisieactrice en schrijfster.

## Biografie
Barrie werd geboren in Chicago maar groeide op in Corpus Christi (Texas). Barrie heeft in 1953 haar Bachelor of Fine Arts gehaald op de Universiteit van Texas in Austin.
Barrie begon in 1955 met acteren op televisie met de televisieserie Kraft Television Theatre. Hierna heeft zij nog meerdere rollen gespeeld in televisieseries en films zoals The Phil Silvers Show (1955-1959), The Caretakers (1963), Barney Miller (1975-1978), Breaking Away (1979), Private Benjamin (1980), Hercules (1997) en Suddenly Susan (1996-2000).
Barrie begon ook in 1955 met optreden in het theater op Broadway, haar eerste rol was in het toneelstuk The Wooden Dish. Hierna heeft zij nog meerdere rollen gespeeld op Broadway als op off-Broadway. In 1971 werd zij genomineerd voor een Tony Award voor haar rol in het toneelstuk Company.
Barrie is ook actief als auteur van vooral boeken voor tieners, zo heeft zij de volgende titels geschreven: Lone Star (1989) en Adam Zigzag (1995).
Barrie heeft een boek geschreven met de naam Second Act (1997) naar aanleiding van haar genezing van kanker. In 1964 is Barrie getrouwd en heeft twee kinderen. Op 27 februari 2007 is haar man overleden.

## Prijzen
- 2003 Emmy Awards in de categorie Uitstekende Gast Actrice in een Dramaserie met de televisieserie Law & Order: Special Victims Unit – genomineerd.
- 2000 Film Independent Spirit Awards in de categorie Beste Optreden door een Actrice met de film Judy Berlin – genomineerd.
- 1992 Emmy Award in de categorie Uitstekende Gast Actrice in een Dramaserie met de televisieserie Law & Order – genomineerd.
- 1981 Emmy Award in de categorie Uitstekende Gast Actrice in een Dramaserie met de televisieserie Breaking Away – genomineerd.
- 1980 Academy Awards in de categorie Beste Vrouwelijke Bijrol met de film Breaking Away – genomineerd.
- 1964 Cannes Film Festival in de categorie Beste Actrice met de film One Potato, Two Potato – gewonnen.

## Filmografie

### Films
Selectie:
- 1997 Hercules – als Alcmene (stem)
- 1982 Two of a Kind – als Dottie Minor
- 1981 Barefoot in the Park – als mrs. Banks
- 1980 Private Benjamin – als Harriet Benjamin
- 1979 Breaking Away – als Evelyn Stoller
- 1978 Summer of My German Soldier – als mrs. Bergen
- 1963 The Caretakers – als Edna
- 1956 Giant – als Mary Lou Decker

### Televisieseries
Uitgezonderd eenmalige gastrollen.
- 2004 Dead Like Me – als Phyllis – 2 afl.
- 1996 – 2000 Suddenly Susan – als Helen 'Nana' Keane – 93 afl.
- 1992 ABC Afterschool Specials – als Anne Charney – 2 afl.
- 1988 – 1990 Thirtysomething – als Barbara Steadman – 2 afl.
- 1990 His & Hers – als ?? – 2 afl.
- 1987 Mr. President – als Peggie – 2 afl.
- 1987 I'll Take Manhattan – als mrs. Sarah Amberville – miniserie
- 1984 – 1985 Double Trouble – als tante Margo – 15 afl.
- 1983 Reggie – als Elizabeth Potter – 6 afl.
- 1982 – 1983 Tucker's Witch – als Ellen Hobbes – 12 afl.
- 1980 – 1981 Breaking Away – als Evelyn Stoller – 7 afl.
- 1979 Lou Grant – als Edna Raines – 2 afl.
- 1979 Backstairs at the White House – als mrs. Mamie Eisenhower – 4 afl.
- 1975 – 1978 Barney Miller – als Elizabeth Miller – 43 afl.
- 1977 Harold Robbins' 79 Park Avenue – als Kaati Fludjicki – miniserie
- 1955 – 1959 The Phil Silvers Show – als Edna – 29 afl.

## Theaterwerk opBroadway
- 2017 Significant Other - als Helene Berman
- 2004 – 2006 Fiddler on the Roof – als Yente
- 1993 Company – als Sarah
- 1982 – 1985 Torch Song Trilogy – als Mevr. Beckoff
- 1973 California Suite – als Millie Michaels / Beth Hollender
- 1972 The Selling of the President – als Grace Mason
- 1971 – 1973 The Prisoner of Second Avenue – als Edna Edison
- 1970 – 1972 Company – als Sarah
- 1966 Happily Never After – als Joan Mills
- 1959 The Beaux Stratagem – als Cherry
- 1955 The Wooden Dish – als Janey Stewart

- Bibliothèque nationale de France: cb141532126 (data)
- Gemeinsame Normdatei: 1081104325
- International Standard Name Identifier: 0000 0000 6657 3603
- Library of Congress Control Number: n88283577
- Nationale bibliotheek van Australië: 35746084
- Nationale Bibliotheek van Israël: 987011288698005171
- SNAC: w6207183
- Système universitaire de documentation: 150654707
- Trove: 1068264
- Virtual International Authority File: 32206605
- WorldCat: E39PBJr3m3QMtpxDvbVGF7D8YP